# Cursorius somalensis
El corredor somalí (Cursorius somalensis) es una especie de ave caradriforme de la familia Glareolidae que habita en el Cuerno de África.

## Descripción
El corredor somalí mide alrededor de 21 cm de longitud. Su plumaje es principalmente de color canela uniforme, de tonos más claros en las partes inferiores, mientras que sus plumas de vuelo son negras. Presenta listas superciliares blancas y listas postoculares negras que se prolongan en una curva hasta la nuca. Su pico parduzco es largo y ligeramente curvado hacia abajo. Sus patas de tonos claros son largas, especialmente sus tarsos, mientras que su cola es corta y queda prácticamente tapada bajo las alas cuando están plegadas.

## Distribución y hábitat
Se encuentra en las estepas y llanuras semidesérticas del Cuerno de África, distribuido por Etiopía, Eritrea, Somalia Yibuti y los extremos oriental de Sudán y norte de Kenia.

## Taxonomía
Se reconocen dos subespeciess:
- Cursorius somalensis littoralis Erlanger, 1905;
- Cursorius somalensis somalensis Shelley, 1885.

## Comportamiento
Es una especie de hábitos terrestres que anda y corretea entre los herbazales. Se alimenta de insectos y semillas.